# Silvia Szalai
Silvia Szalai (Seghedino, 26 febbraio 1977) è un'ex nuotatrice tedesca.

## Carriera
Specializzata nello stile libero e nelle staffette può vantare nel proprio palmarès una medaglia d'oro ai campionati mondiali e una a quelli europei, entrambe conseguite nella 4x200m stile libero.

## Palmarès
- Mondiali

Perth 1998 - oro nella staffetta 4x200m sl e argento nella staffetta 4x100m sl.
Fukuoka 2001 - argento nella staffetta 4x200m sl.
- Europei

Istanbul 1999: oro nella staffetta 4x200m sl.
- Europei in vasca corta

Lisbona 1999: bronzo nei 400m stile libero.